# Kaitoku
Kaitoku je masivní podmořský vulkán s třemi vrcholy, nacházející se v Pacifiku, asi 130 km severozápadně od ostrova Iwodžima. Poslední erupce vulkánu se odehrála v roce 1984, od té doby je oblast monitorována Japonskou meteorologickou službou.